# Oncideres sobrina
Oncideres sobrina är en skalbaggsart som beskrevs av Dillon 1946. Oncideres sobrina ingår i släktet Oncideres och familjen långhorningar.
Artens utbredningsområde är Panama. Inga underarter finns listade i Catalogue of Life.